# Morti nel 1557
| Questa pagina contiene informazioni ricavate automaticamente dalle voci biografiche con l'ausilio del template Bio e di un bot. L'aggiornamento è periodico e automatico e ricostruisce completamente la pagina. Se manca una persona in questa lista, sei pregato di non aggiungerla, ma accertati piuttosto che la sua voce biografica contenga il template Bio e che i dati anagrafici siano correttamente compilati. Se il template Bio manca, inseriscilo tu stesso o, in alternativa, metti l'avviso {{tmp\|Bio}} che ne segnala la mancanza. Se i dati riportati sono sbagliati, correggi direttamente la voce biografica; le modifiche saranno visibili in questa lista entro pochi giorni. Per chiarimenti vedi il progetto biografie. La lista contiene solo le 77 persone che sono citate nell'enciclopedia e per le quali è stato implementato correttamente il template Bio. Pagina aggiornata al 31 ago 2024. |

## Gennaio(8)
- 1º gennaio - Pontormo, pittore italiano (n. 1494)
- 3 gennaio - Giacomo Raibolini, pittore e incisore italiano (n. 1484)
- 4 gennaio - Filippo di Meclemburgo, duca (n. 1514)
- 8 gennaio - Alberto Alcibiade di Brandeburgo-Kulmbach, nobile (n. 1522)
- 12 gennaio - Girolamo Pallavicino, politico italiano
- 17 gennaio - Filippo de' Nerli, storico italiano (n. 1486)
- 22 gennaio - Bindo Altoviti, banchiere e mecenate italiano (n. 1491)
- 22 gennaio - Archibald Douglas, VI conte di Angus, nobile scozzese

## Febbraio(4)
- 15 febbraio - Gregor Brück, giurista e politico tedesco
- 17 febbraio - Caterina Cybo, nobile italiana (n. 1501)
- 20 febbraio - Juan de Vergara, umanista spagnolo (n. 1492)
- 28 febbraio - Luigi Antonio Zompa, grammatico e latinista italiano (n. 1496)

## Marzo(3)
- 13 marzo - Luigi di Borbone-Vendôme, cardinale e vescovo cattolico francese (n. 1493)
- 24 marzo - Ascanio I Colonna, nobile italiano (n. 1500)
- 28 marzo - Johann Albrecht Widmannstetter, umanista, teologo e filologo tedesco (n. 1506)

## Aprile(3)
- 9 aprile - Michele Agricola, teologo e vescovo luterano finlandese
- 21 aprile - Girolamo Parabosco, organista, scrittore e poeta italiano
- 29 aprile - Lautaro, militare nativo americano

## Maggio(6)
- 1º maggio - Ōuchi Yoshinaga, militare giapponese (n. 1532)
- 4 maggio - Giorgio d'Austria, arcivescovo cattolico austriaco (n. 1505)
- 18 maggio - Giovanni II del Palatinato-Simmern, nobile tedesco (n. 1492)
- 28 maggio - Thomas Stafford, nobile inglese (n. 1533)
- 30 maggio - Heinrich von Galen, nobile tedesco (n. 1480)
- 31 maggio - Juan Martínez Silíceo, cardinale, arcivescovo cattolico e matematico spagnolo (n. 1486)

## Giugno(2)
- 11 giugno - Giovanni III del Portogallo, re portoghese (n. 1502)
- 26 giugno - Gonzalo Fernández de Oviedo y Valdés, storico e naturalista spagnolo (n. 1476)

## Luglio(3)
- 10 luglio - Giovanni Battista Ramusio, diplomatico, geografo e umanista italiano (n. 1485)
- 16 luglio - Anna di Clèves, principessa tedesca (n. 1515)
- 16 luglio - Vincenzo degli Azani, pittore italiano

## Agosto(8)
- 1º agosto - Olao Magno, umanista, geografo e arcivescovo cattolico svedese (n. 1490)
- 10 agosto - Fabio Mignanelli, cardinale e vescovo cattolico italiano (n. 1496)
- 12 agosto - Celso Martinengo, umanista e teologo italiano (n. 1515)
- 18 agosto - William Courtenay, II conte di Devon, nobile e politico inglese (n. 1529)
- 18 agosto - Paolo Battista Fregoso, condottiero italiano
- 18 agosto - Claude de la Sengle, militare francese (n. 1494)
- 25 agosto - Mary FitzAlan, nobile britannica (n. 1541)
- 26 agosto - Coriolano Martirano, umanista, drammaturgo e vescovo cattolico italiano (n. 1503)

## Settembre(7)
- 1º settembre - Jacques Cartier, esploratore francese (n. 1491)
- 13 settembre - Veit Amerbach, teologo tedesco (n. 1503)
- 13 settembre - John Cheke, politico inglese (n. 1514)
- 15 settembre - Juan Álvarez de Toledo, cardinale e arcivescovo cattolico spagnolo (n. 1488)
- 22 settembre - Niccolò Liburnio, religioso e letterato italiano
- 27 settembre - Go-Nara, imperatore giapponese (n. 1497)
- 27 settembre - Leopoldo d'Austria, vescovo cattolico austriaco

## Ottobre(6)
- 5 ottobre - Askari Mirza, principe indiano (n. 1518)
- 5 ottobre - Bacchiacca, pittore italiano (n. 1494)
- 5 ottobre - Kamran Mirza, principe e poeta indiano (n. 1512)
- 23 ottobre - Muhammad al-Shaykh, sultano marocchino (n. 1490)
- 25 ottobre - William Cavendish, politico inglese (n. 1505)
- 28 ottobre - Isabella Borgia Enriquez, nobildonna, religiosa e scrittrice spagnola (n. 1498)

## Novembre(6)
- 7 novembre - Leonida Malatesta, condottiero italiano (n. 1500)
- 15 novembre - Ferrante I Gonzaga, nobile e condottiero italiano (n. 1507)
- 19 novembre - Maria di Cosimo I de' Medici, nobile italiana (n. 1540)
- 19 novembre - Bona Sforza,  italiana (n. 1494)
- 22 novembre - Oda Nobuyuki, militare giapponese (n. 1536)
- 30 novembre - Galvarino,  nativo americano (n. 1490)

## Dicembre(4)
- 6 dicembre - Elisabetta d'Assia, principessa (n. 1502)
- 7 dicembre - Mary FitzRoy, nobile inglese (n. 1519)
- 13 dicembre - Niccolò Tartaglia, matematico italiano (n. 1499)
- 24 dicembre - Pătrașcu cel Bun

## Senza giorno specificato(17)
- Ahmad al-Araj, sultano marocchino (n. 1486)
- Joshua Boaz, rabbino italiano
- Sebastiano Caboto, navigatore, esploratore e cartografo italiano
- Angelo Canini, linguista italiano (n. 1521)
- Caramuru, esploratore portoghese (n. 1475)
- Giovanni Francesco Conti, poeta e umanista italiano (n. 1484)
- Lucantonio Coppi, nobile e condottiero italiano (n. 1507)
- Thomas Crecquillon, compositore fiammingo
- Agostino Gonzaga, arcivescovo cattolico italiano
- Publio Francesco Modesti, letterato italiano (n. 1471)
- Giovanni Maria Olgiati, ingegnere italiano (n. 1497)
- Diego Pisador, compositore spagnolo (n. 1509)
- Pierre Rebuffi, giurista francese (n. 1487)
- Sessai Chōrō, militare giapponese
- Giovanni Simonetta, vescovo cattolico italiano
- Ermes I Stampa, vescovo cattolico e nobile italiano (n. 1507)
- Gutierre de Cetina, poeta spagnolo (n. 1520)